# Buková (ort i Tjeckien, Plzeň)
Buková är en ort i Tjeckien.   Den ligger i regionen Plzeň, i den västra delen av landet, 110 km sydväst om huvudstaden Prag. Buková ligger 433 meter över havet och antalet invånare är 194.
Terrängen runt Buková är huvudsakligen platt, men åt sydost är den kuperad. Runt Buková är det ganska tätbefolkat, med 179 invånare per kvadratkilometer. Närmaste större samhälle är Klatovy, 18,6 km sydost om Buková. I omgivningarna runt Buková växer i huvudsak blandskog.